# Kat O
Kat O of Crooked Island is een Hongkongs eiland dat in het noordoosten van Hongkong in Tai Pang Wan ligt. Het eiland behoort tot North District (Hongkong) en is verdeeld in Chek Kok Tau, Kai Kung Tau, O Si Kok, Pak Sa Tsui, Wong Kok Tau en Wong Kok Mei.
Kat O heeft twee bergen: Kai Kung Leng (122 meter) en Wong Mo Shan (122 meter).
Tung O en Sai O zijn de enige dorpen van het eiland.
Nabijgelegen eilanden zijn Tui Min Chau, Wong Lai Chau, Ngo Mei Chau, Pak Sha Chau, Wong Wan Chau, Fu Wong Chau, Fun Chau, Tai Nim Chau en Ap Chau

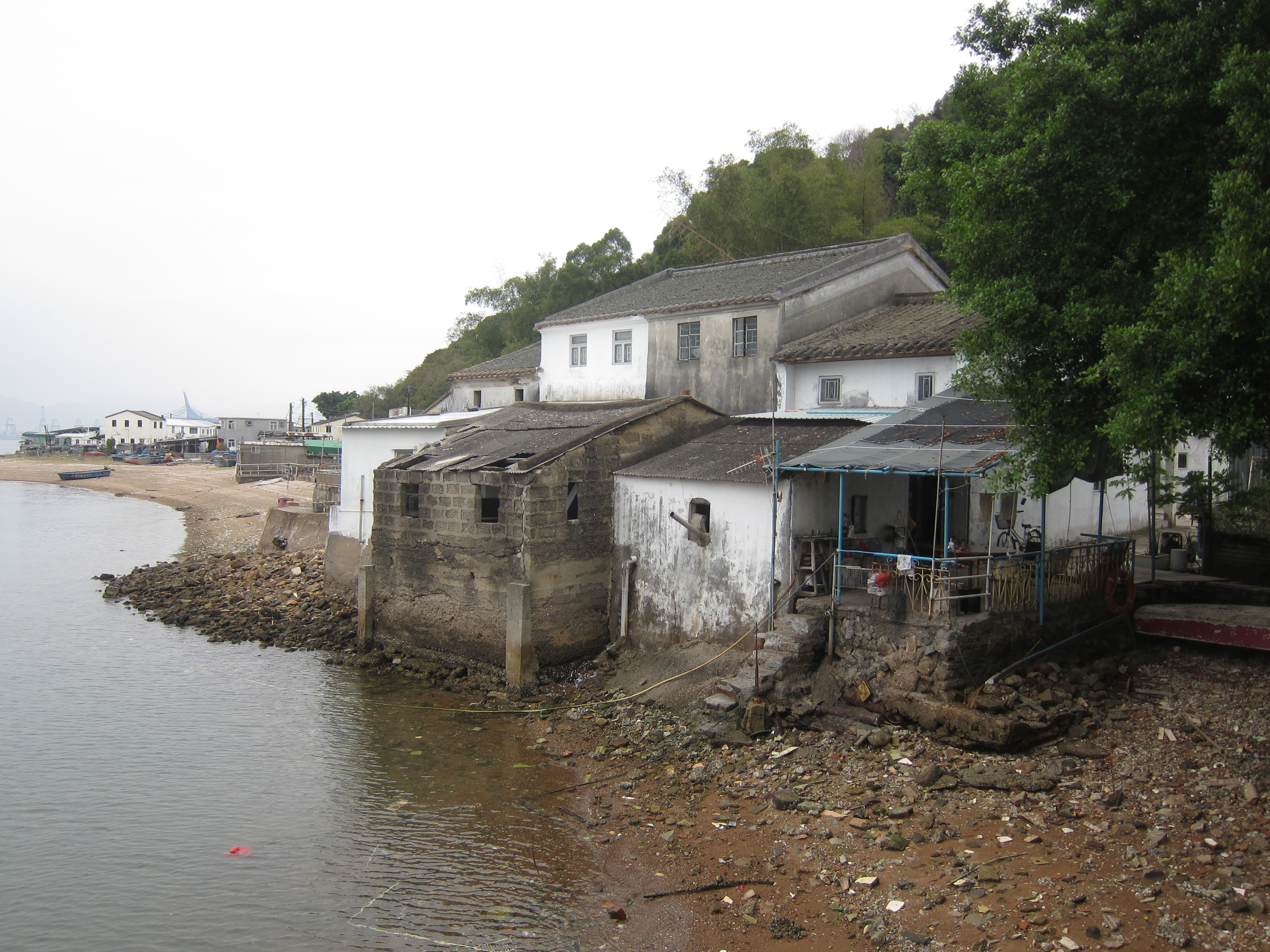
Huizen langs de kust van Kat O

## Bezienswaardigheden
- Tin Hautempel
- Koon Yumtempel
- Koon Yamgrot